# اتحادیه فوتبال وورتمبرگ
اتحادیه فوتبال وورتمبرگ (آلمانی: Württembergischer Fußballverband)، به اختصار WFV یکی از ۲۱ اتحادیه منطقه‌ای فدراسیون فوتبال آلمان است که بخش شمال غربی ایالت بادن-وورتمبرگ تحت پوشش آن قرار دارد.
اتحادیه فوتبال وورتمبرگ همچنین یکی از اعضای اتحادیه فوتبال جنوب آلمان، یکی از پنج اتحادیه بزرگ منطقه‌ای در آلمان است. از دیگر زیرشاخه‌های SFV، اتحادیه‌های فوتبال هسن، بایرن، بادن جنوبی و بادن هستند. SFV بزرگترین در میان پنج فدراسیون منطقه‌ای فوتبال آلمان است که در مونیخ مستقر است.

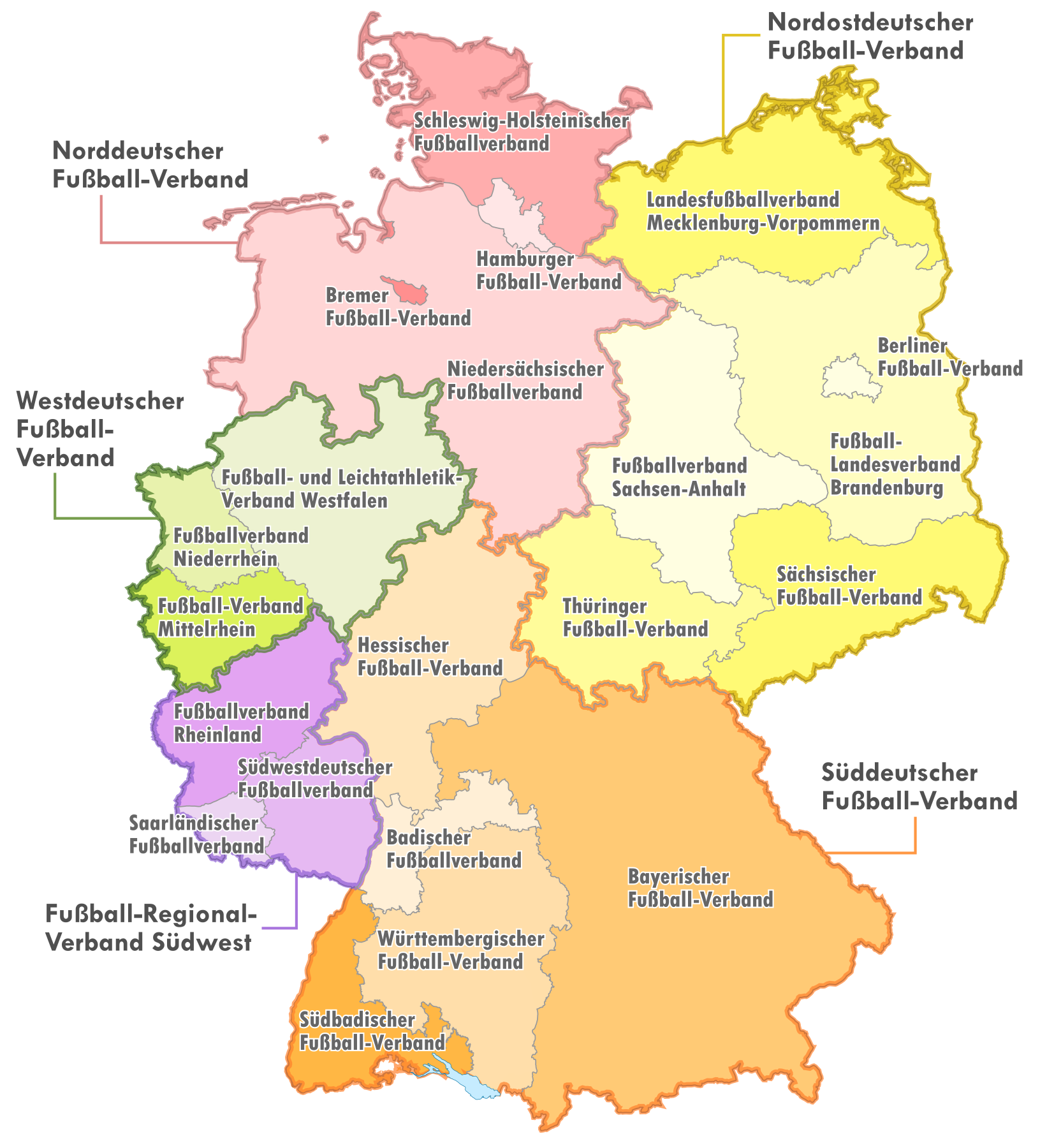
پنج اتحادیه‌ی منطقه‌ای و ۲۱ اتحادیه‌ی ایالتی فدراسیون فوتبال آلمان

اتحادیه فوتبال وورتمبرگ به تاریخ ۸ ژوئیه ۱۹۵۱ در اولم تشکیل شد.

## شمار اعضا
WFV براساس آخرین آمار تا سال ۲۰۱۹، ۵۳۸٫۹۷۶ عضو، ۱٫۷۶۲ باشگاه و ۱۲٫۴۵۶ تیم در نظام لیگ خود جا داده‌است و چهارمین اتحادیه بزرگ در میان ۲۱ اتحادیه ایالتی فدراسیون فوتبال آلمان است.